# Gözleme
A gözleme egy sós sült tésztából különféle töltelékekkel készült népszerű török étel, melyet az éttermekben vagy az útszéli gözlemeciknél (gözlemeárus) frissen, helyben készítenek el a vevő szeme láttára. 
A vízből, lisztből, sóból (egyes receptek szerint vajjal és élesztővel is) gyúrt tésztát kinyújtják, majd szétterítik rajta a tölteléket. Ezután a tésztát összehajtják és forró, olajozott vaslapon vagy nagyméretű, lapos vasserpenyőben kisütik. 
A gözleme főbb fajtái:
- ıspanaklı (spenótos)
- peynirli (fetasajtos)
- kaşar peynirli (tehéntejből készült sajttal töltött)
- kıymalı (darált húsos)
- patatesli (burgonyás)
- karışık (vegyes töltelékkel)

## Képek

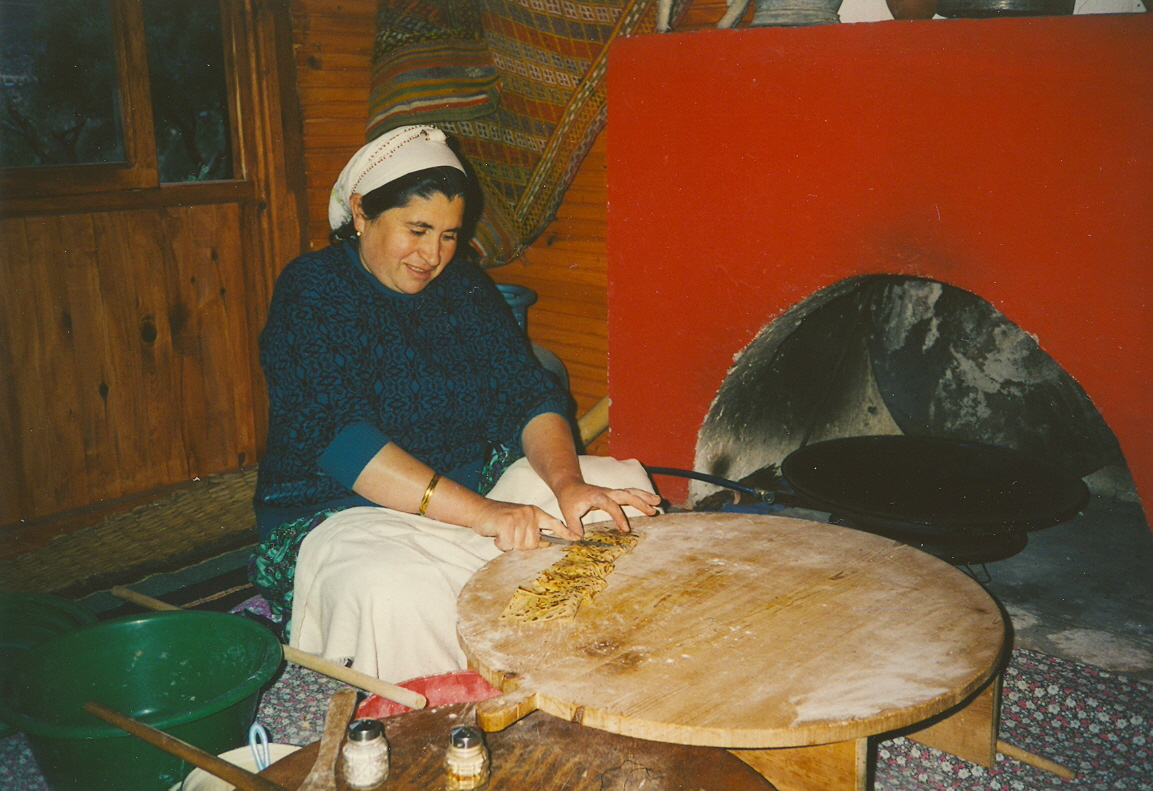
Gombás töltelékkel töltött gözlemét készítő asszony Antalyában
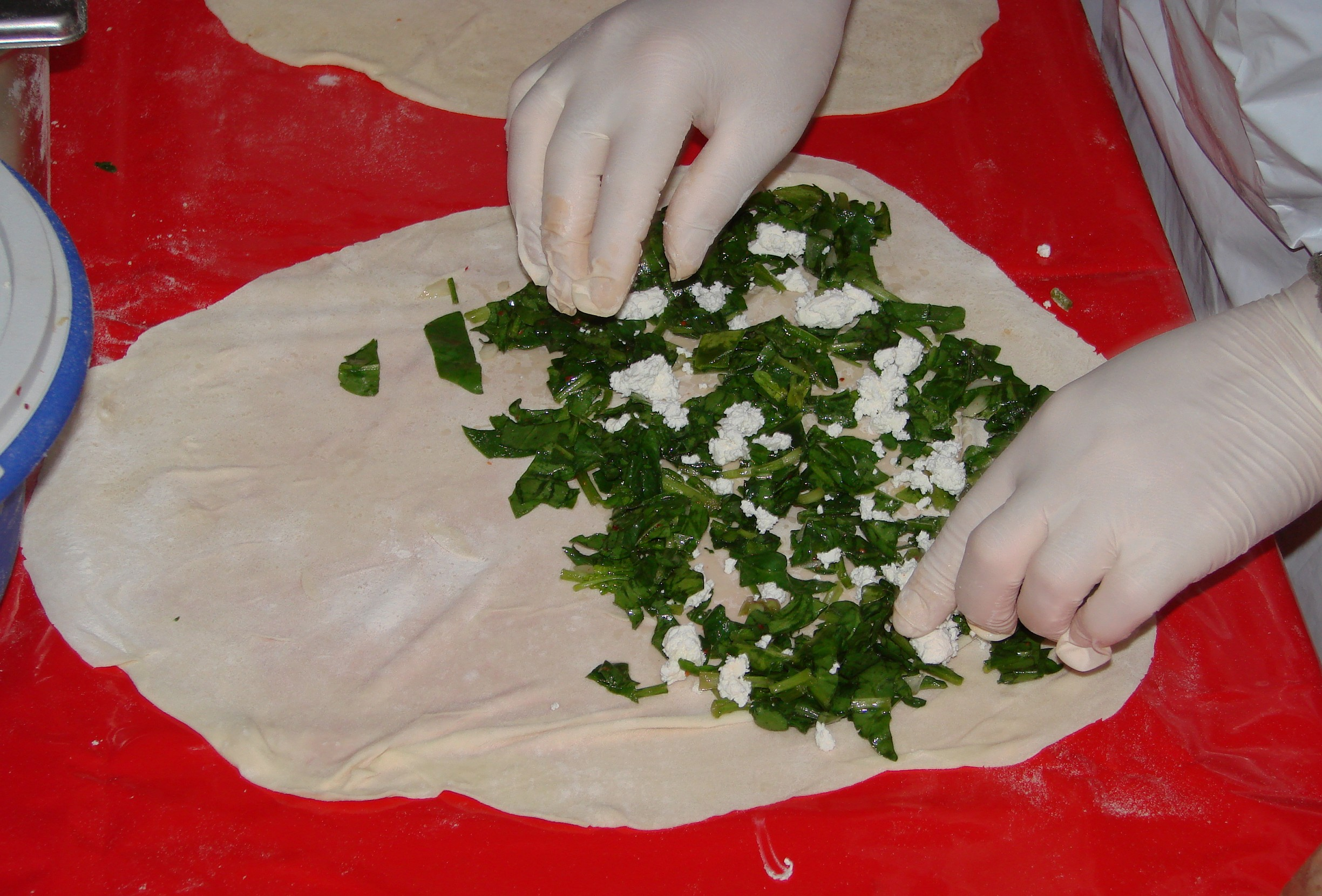
Sajtos-spenótos töltelék a kinyújtott tésztán
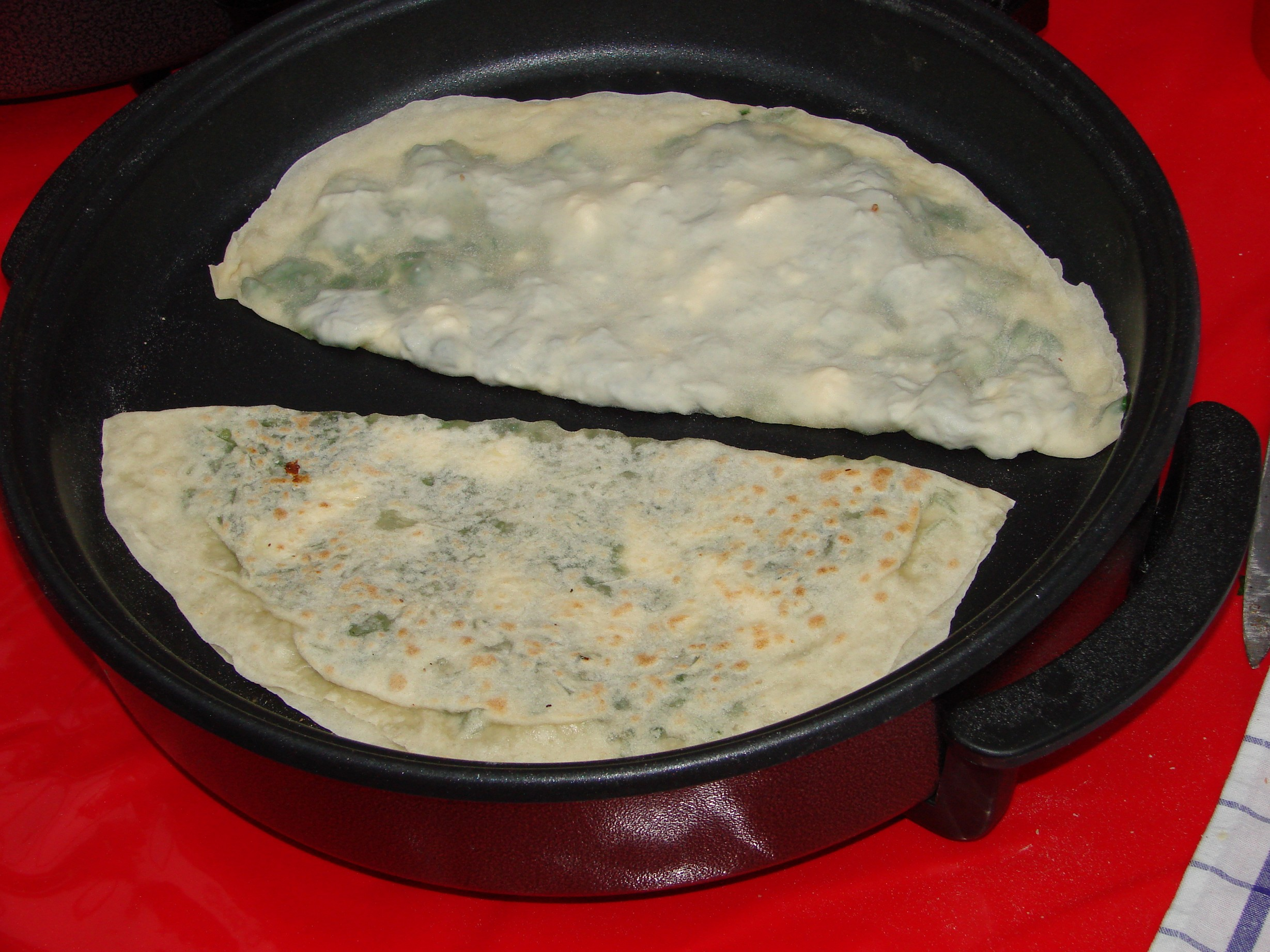
Gözleme sütés közben